# نادي كان
نادي كان (بالفرنسية: Association Sportive de Cannes Football)‏ نادي كرة قدم فرنسي مقره مدينة كان، يلعب في الدوري الفرنسي الدرجة الرابعة . تم تأسيس النادي في سنة 1902. أنجب النادي عدة لاعبين كان لهم شأن في كرة القدم الفرنسية أمثال زين الدين زيدان وباتريك فيارا ويوهان ميكود وسيبستيان فراي وجونتهان زابينا.